# Изабель (Animal Crossing)
Изабель (англ. Isabelle), известная в Японии как Сидзуэ (яп. しずえ) — персонаж серии видеоигр Animal Crossing. Она — добрая собачка-ши-тцу, её дебют состоялся в игре Animal Crossing: New Leaf 2012 года, где она служит секретарём и ассистентом персонажа-игрока. Изабель получила положительные отзывы и стала одним из самых заметных персонажей серии Animal Crossing и де-факто её талисманом. Её популярность также привела к появлению Изабель за пределами серии Animal Crossing, включая роль играбельного бойца в видеоигре Super Smash Bros. Ultimate.

## Концепт и создание
Изабель — собачка породы ши-тцу золотистого цвета, первоначально имевшая японское имя — Ситцуэ. Художники Animal Crossing хотели добиться такого эффекта, чтобы игроки при возможном отклонении предложения Изабель об участии в церемонии по отмечанию различных достижений на посту мэра хотя бы один раз чувствовали себя некомфортно из-за этого. Руководитель Animal Crossing Кацуя Эгути и продюсер Animal Crossing: New Leaf Ая Кёгоку оказались в восторге от Изабель; Эгути в частности ценил её за улыбку, дружелюбие и неуклюжесть.
Некоторые из атак Изабель в Super Smash Bros. Ultimate основаны на способностях другого бойца — Жителя из серии Animal Crossing. Тем не менее, руководитель серии Super Smash Bros. Масахиро Сакураи решил не делать Изабель «Эхо-бойцом» (персонаж с относительно небольшими отличиями от другого) Жителя из-за другой специфики её атак и пропорций, основанных на моделях персонажей из New Leaf в отличие от более ранних моделей персонажей Animal Crossing.

## Появления
Дебют Изабель состоялся в видеоигре Animal Crossing: New Leaf 2012 года, где она появилась вместе со своим братом-близнецом Дигби (англ. Digby). В игре она выступает в качестве секретаря и ассистента персонажа-игрока, который становится мэром города и помогает ему в выполнении различных задач. С тех пор она появлялась в нескольких других играх серии, включая Animal Crossing: Happy Home Designer, Animal Crossing: Amiibo Festival, Animal Crossing: Pocket Camp и Animal Crossing: New Horizons.
Помимо серии игр Animal Crossing, Изабель также появилась в серии игр Super Smash Bros., впервые она появилась в качестве трофея-ассистента в Super Smash Bros. для Nintendo 3DS и Wii U, а впоследствии стала играбельным персонажем в игре Super Smash Bros. Ultimate. Изабель также появляется в видеоигре Mario Kart 8 на Wii U в качестве загружаемого гонщика, а также в порте игры на Nintendo Switch под названием Mario Kart 8 Deluxe. Костюмы для игроков на основе Изабель появляются в играх Super Mario Maker и Monster Hunter 4 Ultimate. Изабель также появляется в качестве фигурки Amiibo. Выпущено 2 фигурки Изабель в рамках серии Animal Crossing и 1 фигурка в рамках серии Super Smash Bros. Помимо этого, Изабель фигурирует на нескольких карточках Amiibo по серии Animal Crossing.

### В других медиа
Изабель появляется в одностраничной манге в журнале CoroCoro. В её честь названа официальная учётная запись Animal Crossing в Twitter. В разговорном стиле Изабель, в учётной записи публикуются новости о текущих или предстоящих играх в серии Animal Crossing.

## Отзывы критиков
С первого появления в игре Animal Crossing: New Leaf Изабель получила положительные отзывы критиков и впоследствии она стала маскотом серии Animal Crossing. Изабель включена в список лучших персонажей видеоигр 2010-х годов по версии сайта Polygon; журналист Николь Карпентер отметила её как «безупречного, полезного помощника» и «самую настоящую икону». Журналист Эми Валенс отмечает, что её популярность обусловлена тем, что она «полезная, позитивная и очаровательная». Журналист Надя Оксфорд отметила её ум и самоотверженность, заявив, что она «гарантированно превратит ваше сердце в алую лужу пульсирующей слизи». Она также отметила, что все, что нужно сделать Nintendo, чтобы заставить персонально её вернуться к игре в New Leaf — «выпустить изображение с Изабель, тоскливо сидящей за своим покрытым паутиной столом с остывающей чашкой кофе рядом с ней». Журналист Патриция Эрнандес из Kotaku назвала Изабель очаровательной и отметив её своим «любимым» персонажем, «выразив грусть по поводу того, как трудно было получить её карточку Amiibo».
Журналист Генри Гилберт из GamesRadar назвал её самым любимым персонажем-жителем в Animal Crossing из-за её милой внешности и преданности. Журналист Бриттани Винсент отметила Изабель как одного из самых очаровательных персонажей серии. Журналист Хайме Каррильо назвал её лучшим помощником в видеоиграх. Журналист Эшли Браун рассказала о систематике серии Animal Crossing, в которых персонажи в игре разработаны таким образом, чтобы отвечать течению времени. В частности, она обсуждала фразы Изабель, в особенности те, где она впадает в тревогу, если игрок решит удалить свой город. Она рассказывает о жителях и истории города, что, по словам Брауна, является оригинальной концепцией, но она может вызвать недопонимание. Фанаты отмечают Изабель как персонажа — пансексуала, на что намекает очевидная привязанность Изабель к игроку-персонажу независимо от его пола.
Изабель была популярным запросом для Super Smash Bros. Ultimate среди фанатов. Журналист Electronic Gaming Monthly Молли Л. Паттерсон положительно отметила её появление в Mario Kart 8, назвав её очаровательной и заявив о проявлении интереса к персонажу. Журналист Надя Оксфорд отметила Изабель в качестве лучшего DLC в 2015 году, назвав её очаровательной. Журналист Гита Джексон отметила Изабель как её «драгоценного ангела», и её появление в Super Smash Bros. Ultimate стало для неё лучшим подарком на день рождения. Журналист Джефф Корк из Game Informer отметил, что Изабель стала для него особенно любимым бойцом — новичком в Smash Bros. Ultimate. Журналист Джереми Пэриш поставил Изабель на 11 место в своём списке лучших персонажей в Super Smash Bros. Ultimate. Он назвал её «самым привлекательным, преданным, трудолюбивым персонажем», который только есть у Nintendo. Она также является его любимым персонажем в Mario Kart 8 Deluxe. Писатель Paste Magazine Холли Грин отметила её как своего наименее любимого новичка в Smash Bros. Ultimate, отметив свою неприязнь к некоторым из механикам, но положительно оценив её атаку удочкой. Журналист Paste Magazine Натали Флорес отметила Изабель как самого милого персонажа в серии игр Super Smash Bros. Журналист Том Маркс из IGN отметил, что она «фантастическая» и «обаятельная», но посетовал, насколько она похожа по стилю боя на Жителя.

## Товары и продвижение
Официальный аккаунт Animal Crossing в Twitter ведётся от лица Изабель (с перерывом с марта (релиз Animal Crossing: New Horizons) по июль 2020 Twitter-аккаунт вёлся от лица Тома Нука). В рамках выхода Animal Crossing: Amiibo Festival была выпущена фигурка Изабель в линейке фигурок Amiibo Фигурка Изабель также появляется уже в линейке фигурок по Super Smash Bros., посвящённое её появлению в Super Smash Bros. Ultimate. Фигурка появилась в продаже в 2019 году. Несмотря на низкие продажи Amiibo Festival фигурки Изабель были очень быстро распроданы что вызвало в частности удивление журналиста Криса Картера.
Владельцы ревизии Nintendo 3DS под названием New Nintendo 3DS имеют возможность поменять изначальные лицевые панели консоли на лицевые панели с изображением Изабель. Компанией Good Smile была выпущена нендороидная статуэтка Изабель. Совместная промоакция между Sanrio и Animal Crossing привела к созданию темы цифрового меню с изображениями персонажа Hello Kitty и Изабель в грузовике. В приложении Line было выпущено несколько цифровых наклеек с изображением Изабель.

## Пародии и мемы
Изабель стала предметом многочисленных пародий и мемов из-за того, что «супер-милый» Animal Crossing: New Horizons и «ультра-жестокий» шутер Doom Eternal вышли в один день — 20 марта 2020. В мемах и фанартах Изабель часто изображают в паре с главным героем Doom — Думгаем, как лучших друзей, который проводят вместе время.
В апреле 2020 группой The Chalkeaters был выпущен клип «Doom Crossing: Eternal Horizons», посвящённый этому мему и собравший более 50 миллионов просмотров.